# Live in Italy Tour
Il Live in Italy Tour è una speciale tournée di Zucchero Fornaciari, la tredicesima, collegata all'album dal vivo Live in Italy del 2008.

## Il tour
Questa tournée si è svolta unicamente nel dicembre 2008, per un totale di 11 date in altrettante città italiane, e chiude una serie di oltre 200 concerti e oltre 2 000 000 di spettatori dal 1º maggio 2007 al 20 dicembre 2008 del cantante emiliano, svolti nell'ambito di tre tour consecutivi, legati agli album Fly, All the Best e, appunto, Live in Italy.

## Le tappe
- 6 dicembre:  Italia, Padova - PalaNet[4]
- 7 dicembre:  Italia, Conegliano - Palasport[5]
- 9 dicembre:  Italia, Bolzano - PalaOnda[6]
- 10 dicembre:  Italia, Modena - PalaPanini
- 12 dicembre:  Italia, Roma - PalaLottomatica (ospite Jeff Beck)[1][7]
- 13 dicembre:  Italia, Eboli - PalaSele[8]
- 15 dicembre:  Italia, Firenze - Nelson Mandela Forum[9]
- 16 dicembre:  Italia, Torino - PalaOlimpico
- 18 dicembre:  Italia, Treviglio - Palasport[10]
- 19 dicembre:  Italia, Saint-Vincent (Italia) - Palais - per la "Saison Culturelle"[11]
- 20 dicembre:  Italia, Varese - PalaWhirlpool[12]

## Formazione
- Zucchero (voce, chitarra, pianoforte)
- Polo Jones (basso)
- Kat Dyson (chitarra/cori)
- Adriano Molinari (batteria)
- David Sancious (tastiere)
- Mario Schilirò (chitarra)
- Massimo Greco (fiati)
- James Thompson  (sassofono)
- Beppe Caruso (trombone)